# فهرست پرندگان سیبلی-مونرو
فهرست پرندگان سیبلی-مونرو فهرستی از گونه‌های پرندگان بر اساس مطالعه انجام‌شده توسط چارلز سیبلی و برت مونرو است. برای ارزیابی مجدد روابط بین پرندگان نوین، از مطالعات گسترده دورگه‌زایی دی‌ان‌ای-دی‌ان‌ای استفاده شد. این یک نقطه عطف در پرنده‌شناسی در زمان انتشار آن در نظر گرفته شد. انتساب سیبلی-مونرو برای گونه‌های فردی به خانواده‌ها و خانواده‌ها به راسته‌ها بحث‌برانگیز است. منتقدان معتقد است که اگرچه تا آنجایی که شواهد حاصل از دورگه‌زایی دی‌تن‌ای-دیان‌ای نشان می‌دهد جهشی بزرگ به جلو را نشان می‌دهد، اما توجه کافی به دیگر شکل‌های شواهد، هم مولکولی و هم در مقیاس بزرگ‌تر ندارد. اجماع درستی وجود ندارد، اما موضع میانه گسترده این است که آرایه‌شناسی سیبلی-مونرو، به‌طور کلی، "حدود ۸۰٪" درست است. تحقیقات و بحث دربارهٔ طبقه‌بندی پرندگان ادامه دارد. در فهرست سیبلی-مونرو، ۹۹۹۴ گونه وجود دارد.